# Protector de mugrons

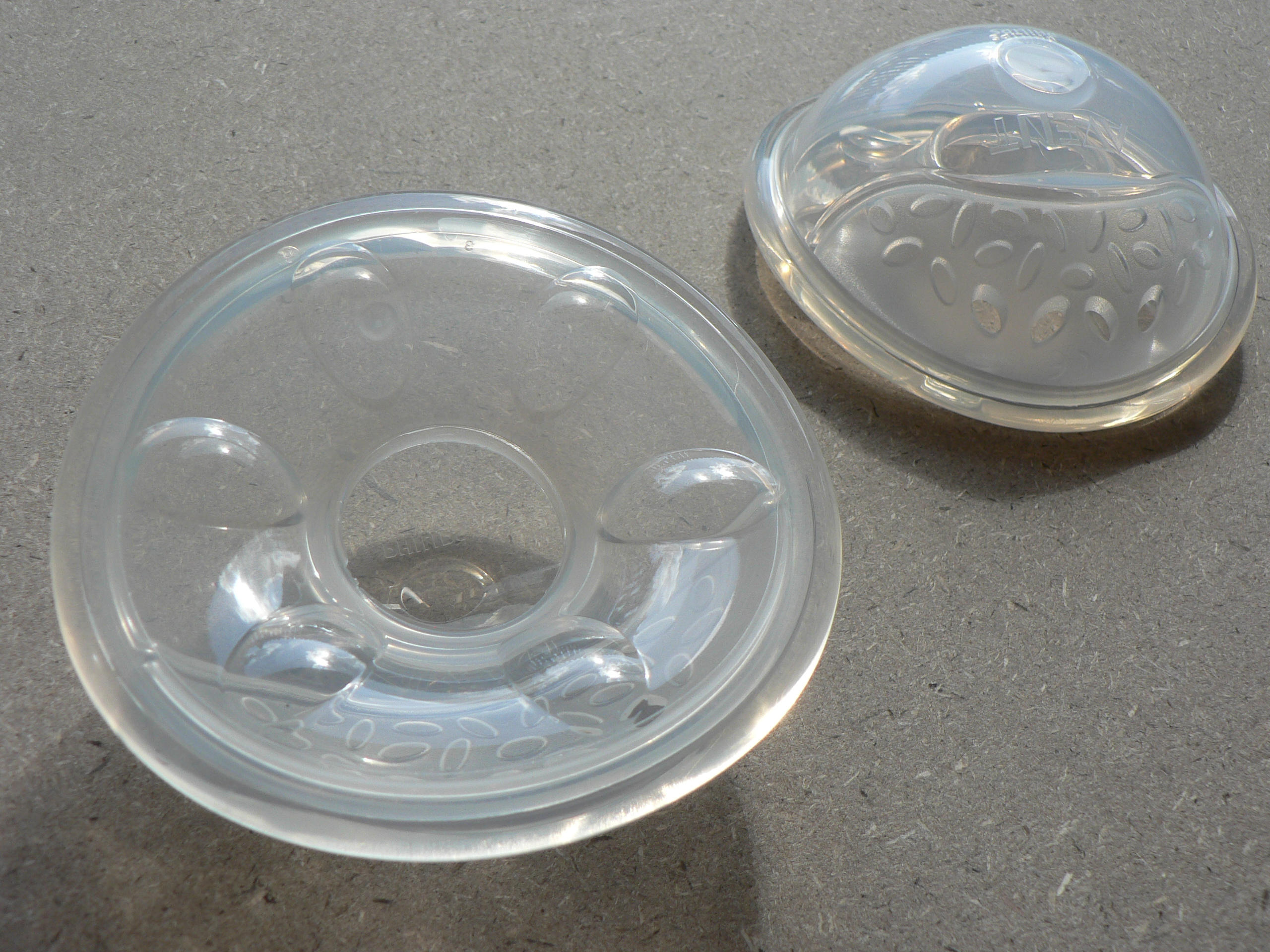
Protectors de mugrons

Els protectors de mugrons són discs de plàstic lleugers i buits usats dins del sostenidor per ajudar a corregir els mugrons plans o invertits, ja sigui per preparar o després de la lactància. També es poden utilitzar per protegir els mugrons sensibles o recollir la llet quan el nadó no ha acabat l'alletament. Els protectors de mugrons funcionen aplicant una pressió suau però ferma a la regió que envolta el mugró per estirar les adherències subjacents i treure el mugró. Els protectors de mugrons es poden confondre amb les mugroneres, però les mugroneres estan destinades a l'ús durant la lactància materna, mentre que els protectors es fan servir per preparar o després de la lactància materna.

## Ús
Un protector de mugrons es compon de seccions internes i exterior que s'uneixen i tanquen el mugró. La secció interna, que envolta el mugró i pressiona el teixit mamari que l'envolta, sovint està revestida de material tou, com la silicona. La secció exterior rígida separa el mugró del sostenidor i la roba, i deixa un espai que pot recollir la llet. El protector és lleugerament còncau per ajustar-se a la forma del pit. Malgrat això, encara es pot veure de vegades sota una roba ajustada. Els protectors se separen per rentar-los, la qual cosa s'ha de fer sovint, ja que el protector també tendeix a fer suar la mama i pot augmentar el creixement dels bacteris i causar irritació.
Si s'utilitza els protectors per ajudar a preparar la mare a la lactància materna, el millor és fer-ho durant l'embaràs perquè el protector pot augmentar la fuita de llet materna o calostre. D'altra banda, algunes dones duen protectors de mugrons per recollir fuites de llet mentre alleten al nadó a l'altre pit. Si s'utilitzen per corregir els mugrons plans o invertits, normalment es porten els dipòsits durant el tercer trimestre (fins a 10 hores diàries) a mesura que la comoditat de la mare ho permet.

## Crítica
Algunes investigacions suggereixen que els protectors de mugrons utilitzats en els mugrons invertits poden dificultar o no afectar la capacitat de la mare per alletar amb èxit. Un estudi de dones amb mugrons invertits o no protràctils no va trobar cap diferència estadísticament significativa en la reeixida de la lactància materna entre l'ús de protectors de mugrons i sense fer res.